# Железная дорога Мадейра — Маморе
Железная дорога Мадейра — Маморе — заброшенная железная дорога, построенная в бразильском штате Рондония в период с 1907 по 1912 годы. Железная дорога связывает города Порту-Велью и Гуажара-Мирин. Эта транспортная артерия известна как «Железная дорога дьявола», поскольку во время её строительства погибло несколько тысяч рабочих.  

Разобранная железная дорога на современной карте

## История

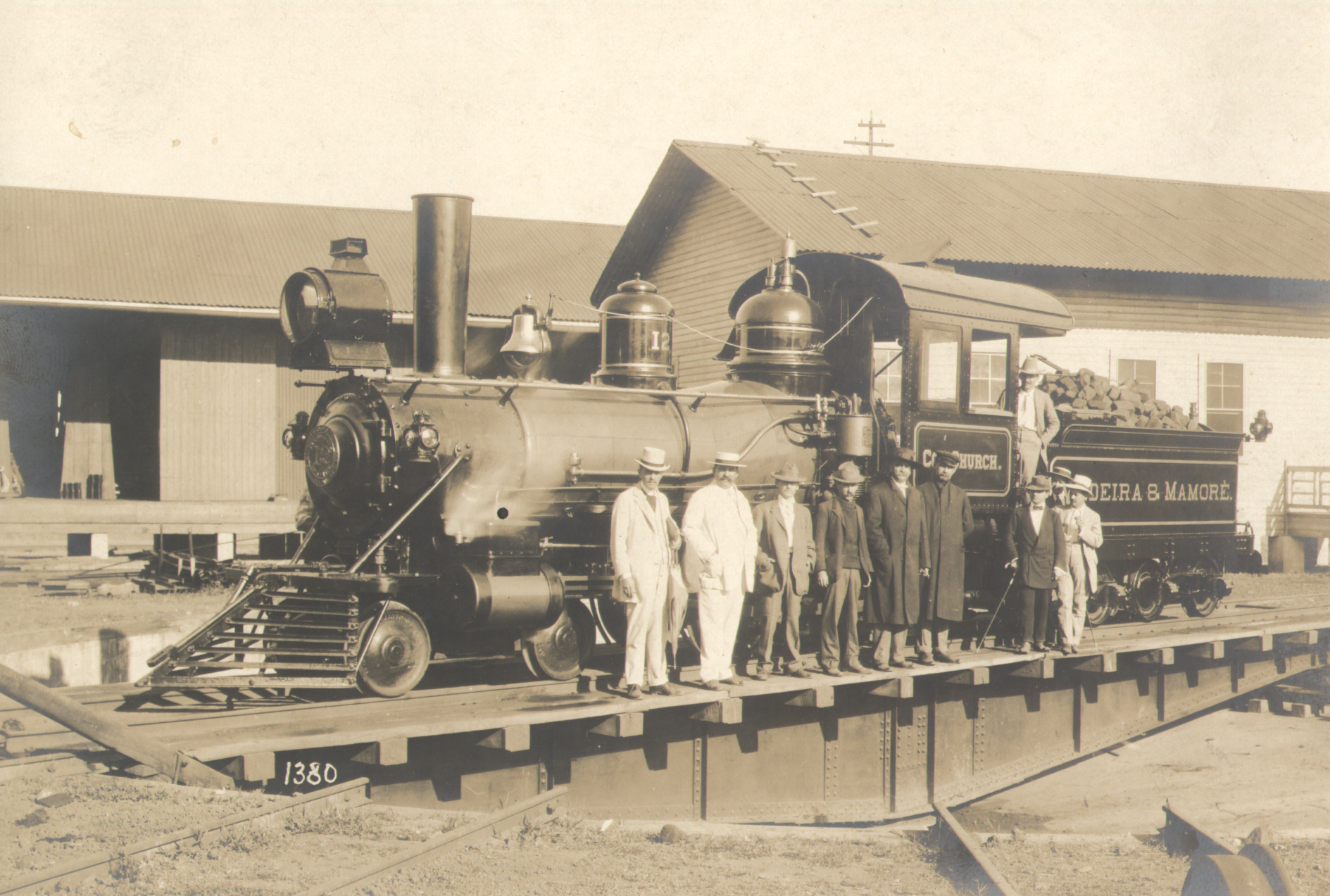
Локомотив на железной дороге Мадейра — Маморе

В 1846 году Хосе Августин Паласиос и Рудольф Оскар Кессельринг убедили властей Боливии в том, что лучший способ обеспечить безопасный выход к Атлантическому океану заключался в строительстве железной дороги через бразильский штат Амазонас. У Боливии уже был выход к Тихому океану через Антофагасту (которая позднее, в 1884 году, в результате Второй тихоокеанской войны, перешла Чили), однако прибыльные торговые пути с США и странами Европы проходили через Атлантический океан. В 1851 году правительство Соединённых Штатов Америки заинтересовалось боливийскими товарами (особенно каучуком). Лейтенанту ВМФ США Ларднеру Гиббону было поручено изучить целесообразность организации железнодорожного сообщения между судоходной Амазонкой и боливийскими производственными центрами. Исследование Гиббона пришло к выводу, что железная дорога вдоль порогов реки Мадейра позволит обеспечить доставку товаров из боливийской столицы Ла-Пас в США.

### Строительство

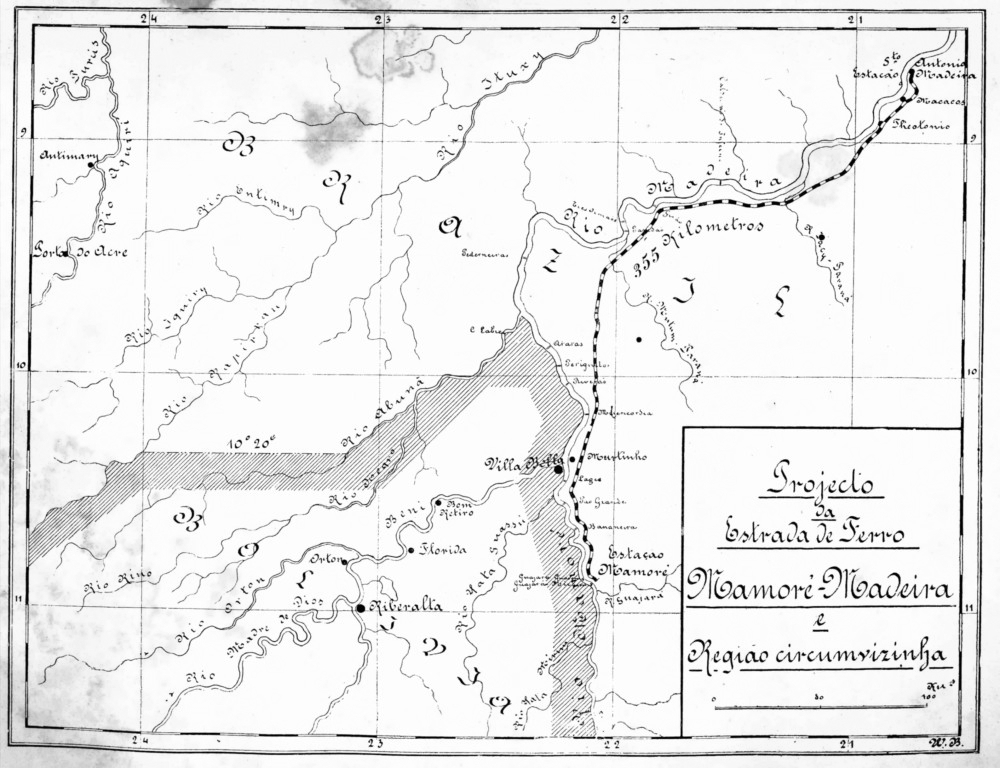
Проект расположения железной дороги

В 1870-х годах полковник вооружённых сил США Джордж Эрл Чёрч предпринял две попытки преодолеть реку Мадейра, чтобы получить доступ к боливийским рынкам каучука. Обе эти попытки не были успешными ввиду труднопроходимой местности и массовой гибели людей, в том числе в результате заболеваний малярией.
В 1903 году между Бразилией и Боливией было заключено Петрополисское соглашение, в рамках которого Бразилии перешёл регион, образующий её нынешний штат Акри (191 тыс. км²) и Бразилия должна была построить железную дорогу в обход реки Мадейра. Строительство началось в 1907 году, и 30 апреля 1912 года был открыт последний участок железной дороги Мадейра — Маморе.

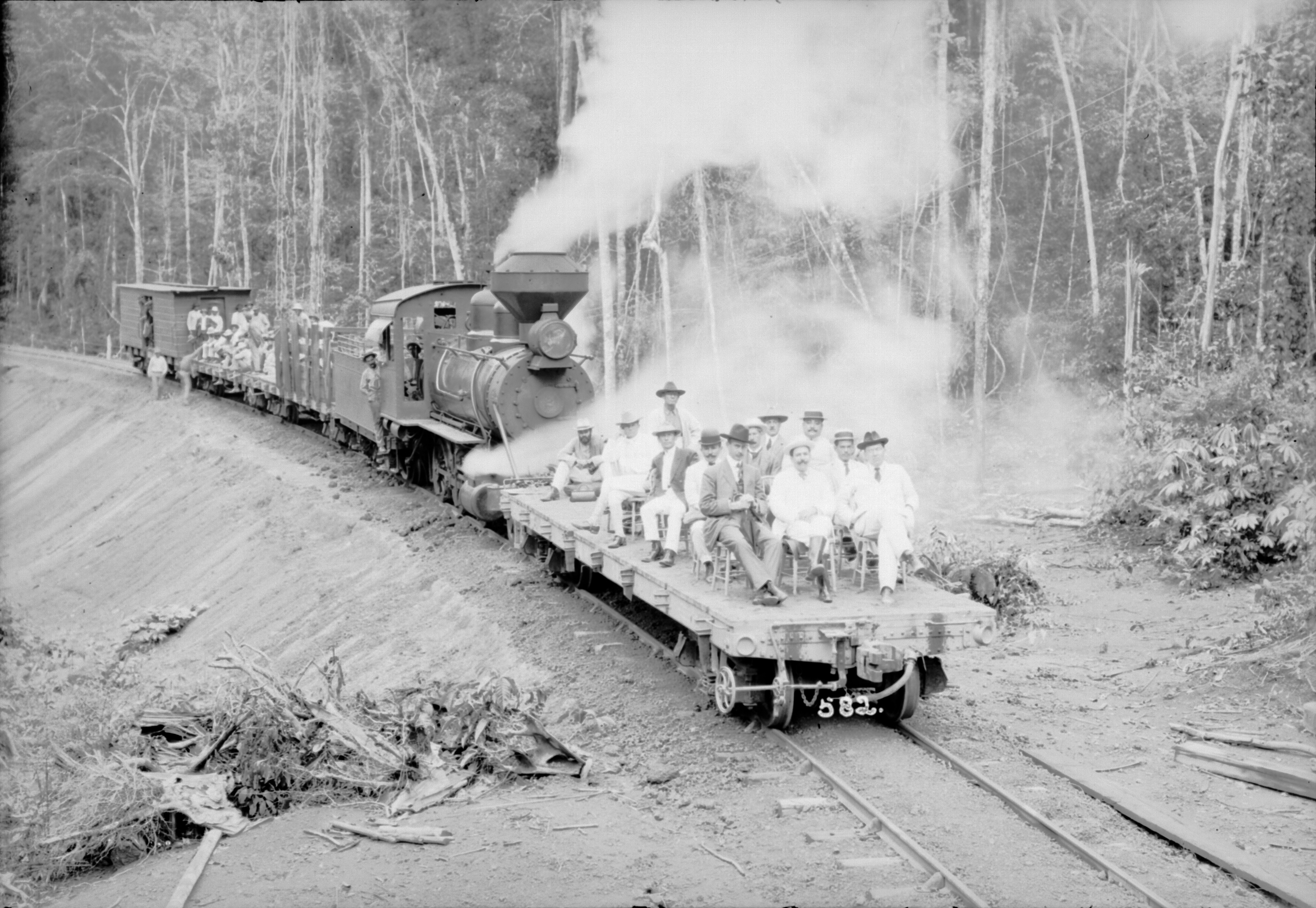
Правительственный состав едет по достроенному участку железной дороги

### «Железная дорога дьявола»
Точных данных о количестве погибших при строительстве железной дороги нет. Южноафриканско-американский писатель Эррол Линкольн Эйс в своей книге «Бразилия» называет число от семи до десяти тысяч погибших. По оценкам правительства Бразилии, погибли 6 000 рабочих. Фиорело Пиколи в своей книге «O Capital ea Devastação da Amazônica» оценивает число погибших в более чем 30 000 человек. Количество погибших может показаться низким в сравнении с другими крупными стройками в труднопроходимой местности. Для сравнения, строительство Панамского канала унесло 30 609 жизней (5609 рабочих погибли в течение 10 лет управления США, остальные погибли, работая под юрисдикцией Франции) из-за жёлтой лихорадки. Тем не менее, большая часть легенды о «железной дороге дьявола» основана на гораздо более смертоносных неудачных попытках Джорджа Чёрча форсирования Мадейры и на бразильской каучуковой лихорадке, унёсшей десятки тысяч жизней.

### Конкуренция с автомобильным и водным транспортом

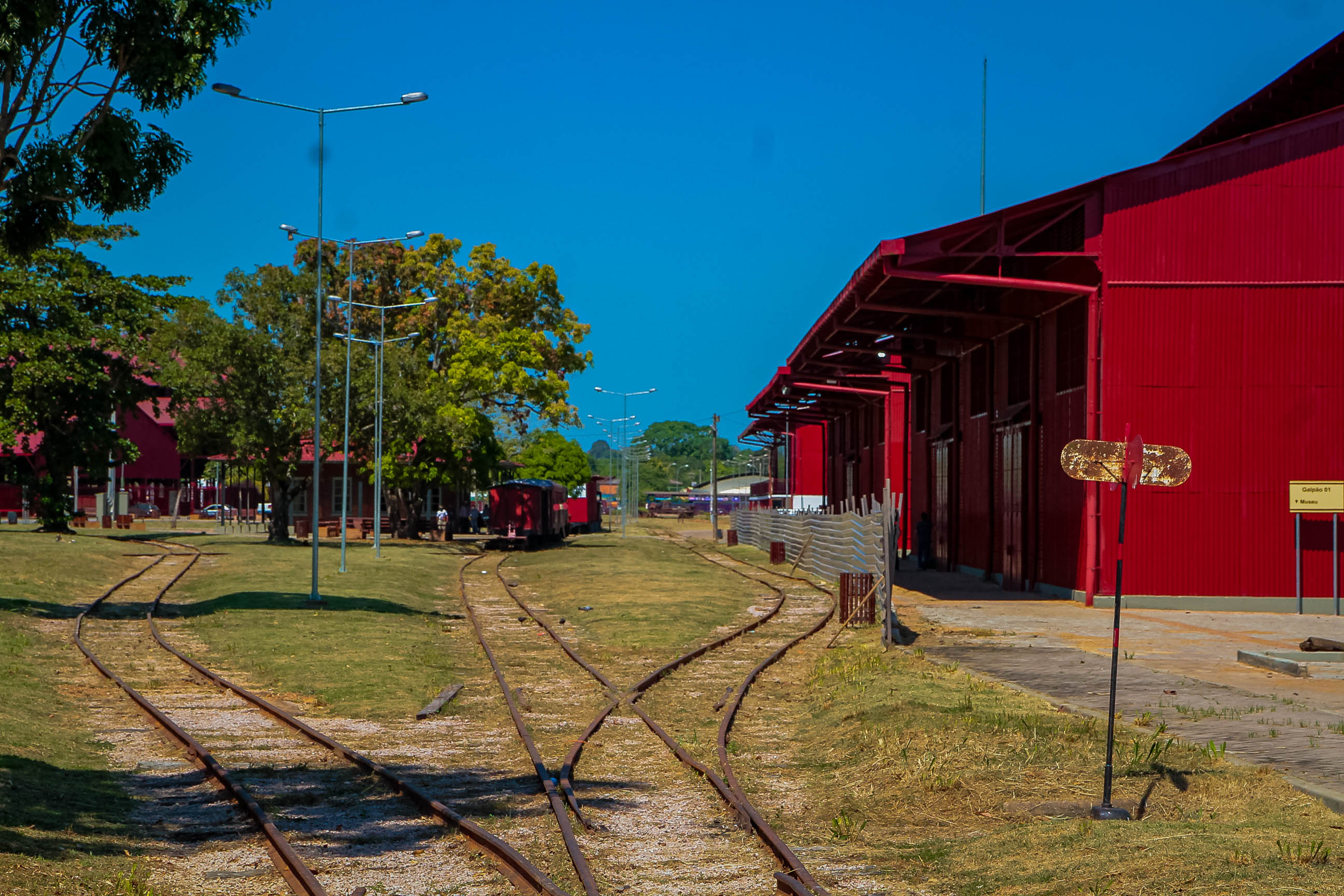
Сохранённая станция

Южноамериканская каучуковая лихорадка закончилась из-за усиления конкуренции со стороны азиатских производителей и появления синтетического каучука, и железная дорога перестала быть необходимой. Первоначально правительство Бразилии было вынуждено содержать железнодорожную инфраструктуру в соответствии со своими обязательствами по Петрополисскому соглашению. Однако в 1972 году было завершено строительство Трансамазонской автомобильной магистрали, связывающую теперь Боливию с судоходными районами Амазонии, и железная дорога была заброшена. Южноамериканский инфраструктурный интеграционный проект (IIRSA), помимо прочего, предполагает строительство каскада гидроэлектростанций, которые превратят пороги реки Мадейра в судоходные водохранилища, и, наконец, воплотят в жизнь концепцию Ларднера Гиббона о быстром и эффективном доступе к боливийским рынкам (две из четырёх запланированных к строительству ГЭС уже существуют: Санто-Антонио и Жирау). По завершении проекта «более 4000 км водных путей вверх по течению от плотин в Бразилии, Боливии и Перу станут судоходными».